# Do Sīneh
Do Sīneh (persiska: دوسينِه, دُو سينِه, دوسینه, Dūsīneh) är en ort i Iran.   Den ligger i provinsen Kurdistan, i den nordvästra delen av landet, 500 km väster om huvudstaden Teheran. Do Sīneh ligger 1 741 meter över havet och antalet invånare är 309.
Terrängen runt Do Sīneh är kuperad.Runt Do Sīneh är det ganska tätbefolkat, med 93 invånare per kvadratkilometer. Närmaste större samhälle är Bāneh, 13,2 km väster om Do Sīneh. Trakten runt Do Sīneh består i huvudsak av gräsmarker.